# Rembrandt (rose)
'Rembrandt' est un cultivar de rosier obtenu en France par 
Moreau-Robert en 1883. Son nom est un hommage au peintre Rembrandt (1606-1669). Il est peu commercialisé aujourd'hui.

## Description
Ce rosier de Portland a été obtenu à une époque tardive, alors que la mode était plutôt depuis longtemps aux hybrides remontants, mais il a toujours comblé les amateurs par l'originalité des nuances de ses fleurs.
Ce rosier au feuillage vert moyen et au port érigé s'élève à 120 cm. Ses fleurs légèrement parfumées sont petites à moyennes (8 cm), de couleur carmin nuancé de pourpre, avec parfois de très petites veines blanches ; elles sont en coupe plate et très pleines.
Ce rosier peut être légèrement remontant. Il est fort apprécié des connaisseurs par la délicatesse de ses couleurs et par son caractère vigoureux (sa zone de rusticité descend à 4b). On peut l'admirer notamment à l'Europa-Rosarium de Sangerhausen.